# Eduard von Below
Eduard Georg Gustav von Below (29 de diciembre de 1856-13 de enero de 1942)  fue un General de Infantería alemán que notablemente sirvió en la Primera Guerra Mundial.

## Biografía

### Primeros años y familia
Eduard provenía de la antigua familia noble von Below. Era hijo de Eduard Friedrich Wilhelm von Below (1815-1894) y de su esposa Marie Anna Friederike, de soltera von Quistorp (1824-1886).
El 11 de marzo de 1887 en Scharstorf, cerca de Rostock, Below se casó con la Condesa Luise Friederike Agnes von Rantzau (14 de agosto de 1865 en Kiel - 15 de febrero de 1947 en Eutin). De su matrimonio nacieron los siguientes hijos:
- Eduard Karl Robert (25 de diciembre de 1887 en Rostock - 24 de diciembre de 1972 en Eutin)
- Karl Georg Ulrich Paul (27 de junio de 1891 en Carlshof cerca de Wismar - 4 de octubre de 1973 en Berna)

### Carrera militar
Below empezó el servicio militar el 10 de septiembre de 1873, habiendo completado la formación en la escuela de cadetes, y fue comisionado como teniente segundo en el 90.º Regimiento de Infantería "Kaiser Wilhelm" de Mecklemburgo en Rostock. Desde 1879 sirvió como adjunto de batallón y al año siguiente, hasta julio de 1883, fue adscrito para recibir entrenamiento adicional en la Academia Militar Prusiana. Durante casi dos años, entre abril de 1887 y enero de 1889, fue adjunto del mando del distrito de Rostock. Después retornó a su regimiento regular y fue promovido a capitán y comandante de compañía el mismo año. El 18 de octubre de 1895 Below fue nombrado adjunto del estado mayor de la 2ª División. Mientras estuvo en este puesto, el 12 de septiembre de 1896, fue promovido a mayor y formalmente transferido al 45.º Regimiento de Infantería (8º Prusiano Oriental). Desde el 15 de junio de 1898 hasta el 1 de mayo de 1903 Below fue comandante del 1º Batallón del 2º  Regimiento de Granaderos "Rey Federico Guillermo IV" (1º Pomerano). Siendo ascendido a teniente coronel el 18 de abril de 1903 fue después transferido al estado mayor del Regimiento de Fusileros de la Guardia. El 27 de enero de 1906 se le dio la tarea de liderar el 96.º Regimiento de Infantería (7º Turingio) en Gera y fue finalmente promovido a Coronel el 10 de abril de 1906. En 1910 Below se convirtió en comandante de la 17.ª Brigada de Infantería, estacionada en Glogau. Desde el 1 de octubre de 1912 fue comandante de la 9ª División.
Below lideró esta división como parte del 5º Ejército al inicio de la I Guerra Mundial. Desde el 13 de mayo de 1915 hasta el 1 de febrero de 1917 fue designado para liderar simultáneamente el V Cuerpo antes de ser nombrado su comandante oficial. En los últimos días de la guerra Below comandó el Destacamento de Ejército C. Después Below condujo sus tropas de nuevo a sus hogares, solicitó su renuncia y fue puesto a disposición el 19 de diciembre de 1918.

## Condecoraciones
- Orden del Águila Roja, 2ª clase[1]
- Orden de la Corona, 2ª clase[1]
- Cruz al Servicio[1]
- Orden del Grifón[1]
- Cruz de Honor de Reuss[1]
- Orden de la Casa Ernestina de Sajonia[1]
- Cruz de Hierro, 1ª y 2ª Clase
- Pour le Mérite el 18 de agosto de 1917

#### Condecoraciones extranjeras
- Reino de Bulgaria: Orden de San Alejandro[1]
- Imperio ruso: Orden de Santa Ana, 2ª Clase[1]